# خوشينة العليا (كاهشنغ)
خوشینة العلیا (بالفارسية: خوشینه علیا) هي قرية تقع في إيران في قسم كاهشنغ الريفي. يقدر عدد سكانها بـ 96 نسمة .